# Карл-Генріх Гарльфінгер
Карл-Генріх Гарльфінгер (нім. Karl-Heinrich Harlfinger; 2 серпня 1915, Єна, Німецька імперія — 21 березня 1944, Ла-Боль-Ескублак, Франція) — німецький офіцер-підводник, капітан-лейтенант крігсмаріне.

## Біографія
В 1935 році вступив на флот. З 19 серпня 1942 по 29 квітня 1943 і з 5 вересня 1943 року — командир підводного човна U-269, на якому здійснив 2 походи (разом 74 дні в морі). 21 березня 1944 року застрелився в готелі «Majestic».

## Звання
- Морський кадет (25 вересня 1935)
- Фенріх-цур-зее (1 липня 1936)
- Лейтенант-цур-зее (1 лютого 1939)
- Оберлейтенант-цур-зее (1 жовтня 1940)
- Капітан-лейтенант (1 жовтня 1943)

## Нагороди
- Медаль «За вислугу років у Вермахті» 4-го класу (4 роки)